# Paul Vial (missionnaire)
Paul Vial (1855-1917, chinois : 邓明德) est un prêtre de la Société des Missions étrangères de Paris, missionnaire au Yunnan auprès des Shilin, région Yi. Yi aussi appelé Lolo.

## Biographie
Paul Vial naît le 3 janvier 1855, à Voiron.
En 1876, il  entre au séminaire des Missions étrangères, rue du Bac. Il est ordonné prêtre en 1879, et part rejoindre le Yunnan en 1879.
En 1888, il s'installe en pays Lolo. Il apprend leur langue, déchiffre leurs livres écrits en des caractères inconnus, et compose les premiers livres de prières et de doctrine.
En 1896, il fonde un village modèle et en 1905 une école de français pour les Lolos.
Paul Vial publie plusieurs brochures, ouvrages et articles de revues qui attirent sur lui l'attention des savants et des explorateurs. En 1909, il fait imprimer à Hong Kong le premier dictionnaire et la première grammaire de la langue lolo (dialecte gni). Cet ouvrage reçoit en 1910 le prix Stanislas-Julien de l'Académie des inscriptions et belles-lettres.
Il meurt le 11 décembre 1917, et est inhumé à Ve-tse (chinois : 维则), village au centre du pays Lolo.

## Source
- Notice bibliographique sur le site des Missions étrangères de Paris.
- (zh) Chorographie de Xian autonome yi de Lunan [« 路南彝族自治县志 »], Kunming,‎ 1996, 863 p. (ISBN 7-5367-1294-4)